# Демографија Ирске
Република Ирска је држава која је претежно насељена Ирцима. Они највише говоре енглеским језиком, а главна религија је Римокатоличанство.
Према процјени становништва 2010. године, у Ирској је живило 4.722.028 становника. Подаци о процјени:
- Мушкарци:2.358.054
- Жене:2.363.974
- Густина насељености:60,48 становника на км²
- Површина:70.273 км²

## Демографија[1]

### Националност
Највише становника Ирске је ирске националности.

Подаци о националности:
- Ирци 3.714.642 (87,4%)
- остали белци 318.762 (7,5%)
- Монголоиди 55.252 (1,3%)
- Црнци 46.756 (1,1%)
- мјешани 46.749 (1,1%)
- неизјашњени 68.002 (1,6%)

### Религија
Главна религија Ирске је римокатоличанство.

Подаци о религији:
- римокатолицизам 3.714.642 (87,4%)
- Ирска црква 123.254 (2,9%)
- остале хришћанске религије 80.753 (1,9%)
- остале религије 89.253 (2,1%)
- неизјашњени 63.752 (1,5%)
- без религије 178.506 (4,2%)

### Матерњи језик
У Ирској највише се говори енглески језик. Послије њега се говори ирски или гејлски језик који је званично признат и један је од два службена језика.
Ирски језик се највише говори у ирском региону Гелтахт.

### Старосна структура
| Године   | <14       | 15-24   | 25-54     | 55-64   | 65>     | укупно    |
| -------- | --------- | ------- | --------- | ------- | ------- | --------- |
| Мушкарци | 512.854   | 290.532 | 1.060.471 | 238.339 | 255.858 | 2.358.054 |
| Жене     | 491.801   | 283.344 | 1.048.695 | 236.110 | 304.024 | 2.363.974 |
| Укупно   | 1.004.655 | 573.876 | 2.109.166 | 474.440 | 559.882 | 4.722.028 |

### Средња старост
| Пол      | Године |
| -------- | ------ |
| Мушкарци | 34,8   |
| Жене     | 35,4   |
| Укупно   | 35,1   |

### Стопа раста становништва
Стопа раста становништва:1,112% 

### Стопа миграције, наталитета и морталитета
| Стопа миграције   | на 1.000 становника | 1,69  |
| Стопа наталитета  | на 1.000 становника | 15,81 |
| Стопа морталитета | на 1.000 становника | 6,38  |

### Урбанизација
| Градско становништво | 62% становништва у градовима |
| Стопа урбанизације   | 1,8% стопа годишње промјене  |

### Главни град
Главни град Ирске је Даблин, и има око 1.084.000 становника

### Стопа умрле одојчади
| Мушкарци | на 1.000 живорођених | 4,20 |
| Жене     | на 1.000 живорођених | 3,41 |
| Укупно   | на 1.000 живорођених | 3,81 |

### Очекивани животни вјек
| Пол      | Године |
| -------- | ------ |
| Мушкарци | 78,07  |
| Жене     | 82,69  |
| Укупно   | 80,32  |

### Стопа фертилитета
Стопа фертилитета:2,01 живорођене дјеце/мајка

### Писменост
| Мушкарци | 99% |
| Жене     | 99% |
| Укупно   | 99% |

### Просјек трајања школовања
Просјек трајања школовања:18 година

### Стопа смртонсти мајке при порођају
Стопа смртности мајке при порођају:6 мртвих/100.000 живорођених